# Clinohelea barrettoi
Clinohelea barrettoi är en tvåvingeart som beskrevs av Lane och Duret 1954. Clinohelea barrettoi ingår i släktet Clinohelea och familjen svidknott. Inga underarter finns listade i Catalogue of Life.